# 만안구
만안구(萬安區)는 경기도 안양시 서부에 있는 구이다. 1992년 10월 1일 안양시(安養市) 구제 실시로 일반구로서 신설되었다. 북쪽으로는 서울 금천구, 관악구, 광명시, 동쪽으로는 안양시 동안구, 과천시, 의왕시, 서쪽으로는 안산시, 시흥시 남쪽으로는 군포시에 접한다.

## 명칭 유래
조선 정조대왕이 1795년에 만민의 평안을 기원하는 뜻으로 삼성천에 다리를 축조하여 만안교라 칭하였으며, 이 전래를 따라 1989년 5월 1일 안양시 지명위원회에서 구의 명칭을 만안이라 명명하였다.

## 역사
- 1989년 5월 1일 만안출장소를 설치하였다.

- 1992년 10월 1일 만안출장소를 만안구로 전환하였다.[3]
- 1994년 7월 1일 안양3동을 안양3동·안양9동으로, 박달동을 박달1동·박달2동으로 분동하였다.
- 2024년 1월 1일 석수3동이 충훈동으로 개칭하였다.
- 2025년 7월 1일 박달1동이 박달동으로, 박달2동이 호현동으로 각각 개칭하였다.

## 행정 구역
| 행정동  | 한자    | 면적 (km2) | 세대   | 인구 (명) |
| ------- | ------- | ---------- | ------ | --------- |
| 안양1동 | 安養1洞 | 0.67       | 6,811  | 18,773    |
| 안양2동 | 安養2洞 | 2.85       | 10,071 | 23,662    |
| 안양3동 | 安養3洞 | 1.02       | 7,434  | 18,056    |
| 안양4동 | 安養4洞 | 0.31       | 3,146  | 7,036     |
| 안양5동 | 安養5洞 | 0.50       | 6,417  | 14,311    |
| 안양6동 | 安養6洞 | 1.47       | 9,156  | 20,506    |
| 안양7동 | 安養7洞 | 1.04       | 1,757  | 4,289     |
| 안양8동 | 安養8洞 | 1.09       | 5,295  | 12,080    |
| 안양9동 | 安養9洞 | 6.42       | 6,678  | 18,139    |
| 석수1동 | 石水1洞 | 9.22       | 7,310  | 20,311    |
| 석수2동 | 石水2洞 | 3.43       | 12,722 | 34,415    |
| 충훈동  | 忠勳洞  | 0.70       | 5,725  | 15,793    |
| 박달동  | 博達洞  | 0.93       | 7,384  | 17,124    |
| 호현동  | 虎峴洞  | 6.89       | 7,291  | 22,701    |
| 만안구  | 萬安區  | 36.54      | 97,197 | 247,196   |

- 인구는 2015년 1월 31일 기준, 면적은 2012년 12월 31일 기준

## 인구
안양시 만안구의 연도별 인구(내국인) 추이
| 연도   | 총인구    |  |
| ------ | --------- |  |
| 1990년 | 257,779명 |  |
| 1995년 | 262,463명 |  |
| 2000년 | 254,074명 |  |
| 2005년 | 262,286명 |  |
| 2010년 | 254,582명 |  |
| 2015년 | 245,305명 |  |

## 교육기관
- 사립대학교

|  | - 경인교육대학교 경기캠퍼스 - 안양대학교 - 성결대학교 - 대한신학대학원대학교 |

- 사립전문대학

|  | - 연성대학교 |

- 고등학교

|  | - 안양고등학교 - 신성고등학교 - 안양예술고등학교 | - 안양여자상업고등학교 - 근명여자정보고등학교 - 안양외국어고등학교 | - 양명고등학교 - 양명여자고등학교 - 안양상업고등학교 | - 안양여자고등학교 - 안양공업고등학교 - 충훈고등학교 |

- 중학교

|  | - 안양중학교 - 안양여자중학교 - 근명중학교 | - 안양서중학교 - 안양서여자중학교 - 성문중학교 | - 신안중학교 - 연현중학교 - 신성중학교 | - 근명중학교 |

- 초등학교

|  | - 안양초등학교 - 삼성초등학교 | - 연현초등학교 - 안일초등학교 - 덕천초등학교 | - 호암초등학교 - 박달초등학교 - 삼봉초등학교 | - 양지초등학교 - 안양서초등학교 - 석수초등학교 | - 명학초등학교 - 만안초등학교 - 화창초등학교 | - 신안초등학교 |

## 교통

### 버스업체
시내버스
| 업체명   | 대표자 | 위 치                     |
| -------- | ------ | ------------------------- |
| 삼영운수 | 신보영 | 일직로 119 (석수동 555-7) |
| 보영운수 | 신보영 | 창박로 46 (안양동 1063-1) |

마을버스
| 업체명   | 대표자 | 위 치                             |
| -------- | ------ | --------------------------------- |
| 대성운수 | 한경섭 | 예술공원로 150-1 (안양동 1327-10) |
| 동안운수 | 이계춘 | 일직로 119 (석수동 555-7)         |
| 만안운수 | 한창인 | 일직로 119 (석수동 555-7)         |
| 신안운수 | 황인성 | 능곡로 28 (안양동 736-2)          |
| 편안운수 | 신헌석 | 일직로 119 (석수동 555-7)         |

### 철도
- 한국철도공사
  - 경부선 (● 수도권 전철 1호선)
(서울특별시 금천구) ← 석수역 - 관악역 - 안양역 - 명학역 → (군포시)

## 같이 보기
- 안양시
- 동안구